# M-segment

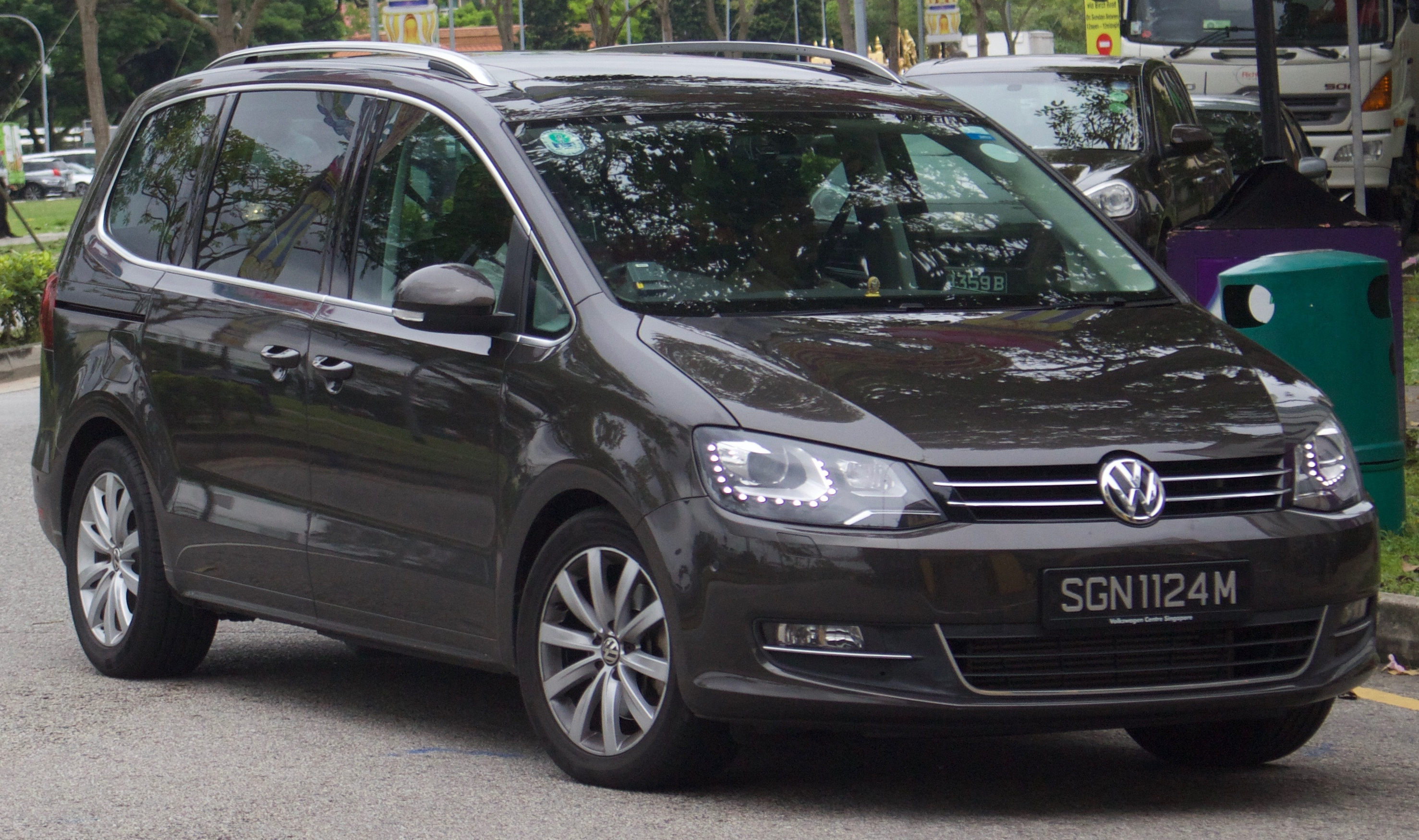
Volkswagen Sharan räknas in i M-segmentet.

M-segment (eller MPV) är en fordonsklassificering definierad av Europeiska kommissionen som det näst sista segmentet (efter J-segmentet och före S-segmentet) inom europeisk fordonsklassificering.